# داني أكوينو
داني أكوينو (بالإسبانية: Dani Aquino)‏ هو لاعب كرة قدم إسباني في مركز نصف الجناح، ولد في 27 يوليو 1990 في مرسية في إسبانيا. شارك مع منتخب إسبانيا تحت 17 سنة لكرة القدم ومنتخب إسبانيا تحت 19 سنة لكرة القدم. أما مع النوادي، فقد لعب مع أتلتيكو مدريد ب وأتلتيكو مدريد ج وأتلتيكو مدريد وريال أوفييدو وريال بلد الوليد وريال مورسيا ونومانسيا.

## وصلات خارجية
- داني أكوينو على موقع الاتحاد الدولي (مؤرشف)  (الإنجليزية)
- داني أكوينو على موقع قاعدة بيانات كرة القدم.إي يو (الإنجليزية)
- داني أكوينو على موقع Soccerway.com (الإنجليزية)
- داني أكوينو على موقع AS.com (الإسبانية)